# ATS・D1
ATS・D1は、ATSチームが1978年のF1世界選手権用に製作したフォーミュラ1カー。シーズンの終盤2戦に投入され、ケケ・ロズベルグがドライブしたが、ポイントを得ることはできなかった。

## 概要
D1のデザイナーはジョン・ジェントリーとグスタフ・ブルナー。ウィングカーとして設計され、アルミニウム製モノコックボディにフォード-コスワース DFVエンジンを搭載した。シーズン始めから使用していたHS1（ペンスキー・PC4の改良型）は戦闘力に欠け、それに代わって投入された。

## レース戦績
レギュラードライバーのジャン＝ピエール・ジャリエとヨッヘン・マスはシーズンをHS1で苦戦していた。D1はオランダグランプリのプラクティスで初めて使用され、ケケ・ロズベルグのドライブで終盤2戦に出走した。アメリカグランプリでは予選15位、決勝はギアボックスのトラブルでリタイアとなった。最終戦のカナダでは予選21位、決勝は完走したものの規定周回数を満たすことはできなかった。

## F1における全成績
(key) （太字はポールポジション）
| 年     | チーム              | エンジン                | タイヤ | No. | ドライバー       | 1   | 2   | 3   | 4   | 5   | 6   | 7   | 8   | 9   | 10  | 11  | 12  | 13  | 14  | 15  | 16  | ポイント | 順位 |
| ------ | ------------------- | ----------------------- | ------ | --- | ---------------- | --- | --- | --- | --- | --- | --- | --- | --- | --- | --- | --- | --- | --- | --- | --- | --- | -------- | ---- |
| 1978年 | ATSレーシングチーム | フォード-コスワース DFV | G      |     |                  | ARG | BRA | RSA | USW | MON | BEL | ESP | SWE | FRA | GBR | GER | AUT | NED | ITA | USA | CAN | 0        | NC   |
| 1978年 | ATSレーシングチーム | フォード-コスワース DFV | G      | 10  | ケケ・ロズベルグ |     |     |     |     |     |     |     |     |     |     |     |     |     |     | Ret | NC  | 0        | NC   |

## 注
1. 1 2 3 4  ATS D1 @ StatsF1
2. 1 2 3  Nye, 1985, p. 164

## 参照
- Nye, Doug (1985). Autocourse History of the Grand Prix Car 1966-1985. Richmond, Surrey, United Kingdom: Hazelton Publishing. ISBN 0905138376